# 不可解 (曲)
「不可解」（ふかかい）は花譜の楽曲である。作詞・作曲・編曲は全てカンザキイオリが手掛ける。	2019年9月11日にリリースされた『観測α』および『観測β』に収録されている。
2019年の同名のライブ『花譜 1st ONE-MAN LIVE「不可解」』に向けて制作され、そこで初めて発表された楽曲である。その際の映像はライブバージョンのオリジナルMVとしてYouTube上で公開されている。

## 概要
本楽曲はPIEDPIPERがカンザキイオリに送ったメッセージを元に制作された。「仕事とかお金とかビジネスとか、そういうことを度外視して言葉にできないすごく美しいものを信じてやっている」という内容であった。花譜の楽曲の中でも特にポエトリーリーディング要素が強い作品である。花譜が自身の名前を広めるきっかけとなった楽曲であり、第1回VTuber楽曲大賞の楽曲部門第3位に選ばれた。
リミックスバージョンは2種公開されている。1つは『観測γ』に収録されている「不可解(Misumi Remix)」で、DUSTCELLのメンバーで作曲家のMisumiによるアレンジバージョンである。もう一つは「不可解-Cytus Edit.-（平田義久Remix）」で、Rayarkのゲーム「Cytus II」とのコラボレーションであり、平田義久によりリミックスされた。
また、のちに3部作として続編となる楽曲「未観測」、「狂感覚」が制作され、3rdアルバム『狂想』に収録された。

## ライブでの演奏
「不可解弐Q2」を除くライブシリーズ「不可解」の全てのライブ、則ち1st ONE-MAN LIVE「不可解」「不可解(再)」、2nd ONE-MAN LIVE「不可解弐Q1」、「不可解弐REBUILDING」の「不可解弐Q1:RE-形を失った世界で僕らは-」および「不可解弐Q3-魔法の無い世界-」、花譜 3rd ONE-MAN LIVE「不可解参(狂)」「不可解参(想)」で演奏された。
1st ONE-MAN LIVE「不可解」当時は手探りや戸惑いも交え、歌うことで見つけたことを力いっぱいに表現しているような歌い方であったが、花譜 3rd ONE-MAN LIVE「不可解参(狂)」では「私が信じるものを信じたい！」という確信を、地に足がついた状態で揺らぎなく歌っている。
また「不可解参(狂)」では、唯一会場での動画撮影が許可された。そして後日、Twitter上で共有されたその映像を繋ぎ合わせたMVが公開された。花譜 3rd ONE-MAN LIVE「不可解参(想)」では、歌詞のタイポグラフィを用いた映像演出で披露された。

## 3部作

### 未観測
「未観測」（みかんそく）は「不可解」の続編として制作された花譜の楽曲で、作詞・作曲・編曲は何れもカンザキイオリが行った。
花譜 2nd ONE-MAN LIVE「不可解弐Q3-魔法の無い世界-」にて初めて披露された。その際の映像制作において、CGプロデューサーはHideyuki Negishi、タイポグラフィデザインはAsteroid、タイポグラフィモーショングラフィックスはCumuloworks、Background CGIはShiguが担当した。花譜はこの曲のイメージについて、「青空の下で、横一列にみんなが並んでいて、みんなでぐちゃぐちゃになりながらも、それでも歩いていって最後には笑顔になる。」と説明している。3rd ONE-MAN LIVE「不可解参(狂)」、「不可解参(想)」でも演奏された。

### 狂感覚
「狂感覚」（きょうかんかく）は「未観測」に続く「不可解」3部作の続編として制作された花譜の楽曲で、ｊ花譜 3rd ONE-MAN LIVE「不可解参(狂)」にて初めて披露された。前2作とは異なるバラードである。作詞・作曲はカンザキイオリ、編曲は及川創介が手掛ける。また、及川創介がピアノ、伊藤翔磨がギター、永井隆泰がベース、黒田泰平がドラムを演奏している。
歌詞中の「君と僕と世界で三原色」というフレーズは、3部作の結論を表しており、「不可解」の完結編となっている。3rd ONE-MAN LIVE「不可解参(想)」でも披露された。